# 桑德雷島
桑德雷島是蘇格蘭的島嶼，位於大西洋海域，屬於外赫布里底群島的一部分，面積3.85平方公里，最高點海拔高度207米，該島是海鳥的棲息地，島上無人居住。
56°53′36″N 7°31′0″W / 56.89333°N 7.51667°W